# Lioré et Olivier LeO 21
Dimensions
Le Lioré et Olivier Leo 21 était un avion de ligne biplan français des années 1920. Il dérivait du LeO 20, un bombardier de nuit conçu auparavant par le même constructeur, Lioré et Olivier.